# Cacopsylla bidens
Cacopsylla bidens är en insektsart som först beskrevs av Sulc 1907.  Cacopsylla bidens ingår i släktet Cacopsylla och familjen rundbladloppor.
Artens utbredningsområde är Iran. Inga underarter finns listade i Catalogue of Life.